# Gliese 176 b

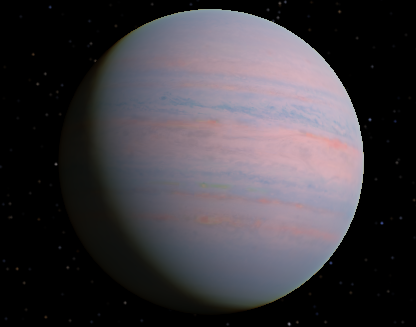
Vue d'artiste de Gliese 176 b.

Gliese 176 b est une exoplanète à environ 31 années-lumière de la Terre dans la constellation du Taureau. L'orbite de cette planète est très proche de son étoile mère naine rouge : Gliese 176 (aussi appelée HD 285968).